# Gierziel-Auł
Gierziel-Auł (ros. Герзель-Аул) – wieś w Rosji, w Czeczenii, w rejonie gudermeskim. W 2010 liczyła 3887 mieszkańców.

## Urodzeni
- Chansułtan Daczijew - Bohater Związku Radzieckiego.